# Byrrhus espanoli
Byrrhus espanoli is een keversoort uit de familie pilkevers (Byrrhidae). De wetenschappelijke naam van de soort is voor het eerst geldig gepubliceerd in 1960 door Fiori.